# Хипервентилација
Хипервентилација, прекомерно дисање је физиолошки процес форсираног и убрзаног удисања и издисање ваздуха које доводи до смањења парцијалног притиска и концентрације угљен-диоксида у крви. Хипервентилацијом се у организму не постиже увећање концентрације кисеоника у крви и ткивима, већ елиминација и смањење концентрације угљен-диоксида. То за последицу има промену киселости у крви и ткивима и појаву алкалозе. Постоји и посебан ентитет под називом хипервентилациони синдром или емоцијама изазвана хипервентилација, који се карактерише сниженим нивоом угљен-диоксида у крви који прати одређена симптоматологија. Непосредна последица прекомерног дисања (и смањене концентрације угљен-диоксида у крви) је појава сужења крвних судова у кожи (бледило) и мозгу (поремећај можданих функција) и слабија покретљивости свих осталих ткива.

## Терминологија
Различити извори често користе различите класификације термина дисања, па тако део аутора корсити парадигму по којој:
Тахипнеју описује као свако убрзано дисање
Хипервентилацију описују као повећана вентилацију алвеола (која се може десити кроз повећану брзину или дубину дисања, или мешавину оба) где постоји мањи пораст метаболичког угљен-диоксида у односу на ово повећање вентилације.
Хиперпнеју дефинише као удисање повећане запремине ваздуха, са или без повећања брзине дисања.
Други извори корсите парадигму по којој:
Тахипнеју описују као и свако брзо дисање
Хипервентилацију описују као повећану брзина дисања у мировању,
Хиперпнеју описују као повећање дисања које је одговарајуће пропорционално повећању брзине метаболизма.
Трећа извори корсите парадигму по којој:
Тахипнеју описују као ненормално брзо и плитко дисање (иако неки могу тврдити да је то нетачно јер се дисање разликује од дисања),
Хипервентилацију описују као повећана брзина или дубина дисања до абнормалних нивоа што узрокује смањење нивоа угљен-диоксида у крви,
Хиперпнеју описују као било какво повећање у брзини или дубини дисања која није нормална.

## Етиологија[4]
Дисање је физиолошки процес који подразумева размену гасова између тела и спољашње средине. Педантно избалансиран систем у телу обезбеђује уредан процес дисања, испоручујући довољно кисеоника ткивима за производњу енергије и ефикасно уклањање угљен-диоксида. Упркос својој беспрекорној природи, дисање је подложно абнормалностима које оспоравају његову ефикасност. Поремећаји дисања као што је хипервентилација могу значајно утицати на живот пацијента нарушавањем размене гасова, што доводи до смањеног снабдевања кисеоником и накупљања угљен-диоксида.
| Узроци                                 | Стања или болести |
| -------------------------------------- | --- |
| Недостатак кисеоника                   | - Боравак на висини у условима сниженог барометарски притисак\|барометарског притиска и снижене концентрације кисеоника у удахнутом ваздуху (летење, алпинизам итд). - Боравак у недовољно проветреним (загушљивим) просторијама и дуванском диму - Срчане мане (мешање артеријске и венске крви)                   |
| Болести плућа                          | - Запаљење плућа - Интерстицијски пнеумонитиса пнеумосклероза, едем плућа - Плућна емболија, васкуларне болести плућа - Астма - Пнеумоторакс - Мишићно коштане болести грудног коша |
| Срчано судовне болести                 | - Инсуфицијенција срца - Низак притисак (хипотензија) |
| Метаболички поремећаји                 | - Ацидоза (дијабетесна кетоацидоза, бубрежна ацидоза, млечна ацидоза) - Дисфункција јетре |
| Неуролошки и психијатријски поремећаји | - Психогена хипервентилација - Инфекције и тумори централног нервног система - Лечење хипервентилацијом |
| Лекови                                 | - Салицилати - Метилксантин - Бета-агонисти - Прогестерон |
| Остали узроци                          | - Грозница, сепса - Бол - Трудноћа - У току роњења - Злоупотреба алкохола или дрога - Претерано конзумирање кафе - Интензиван физички напор - „Скривена“ хипервентилација која је продукт неправилног дисања (кога пацијенти нису уопште свесни) - Учестало зевање и уздисање (такође један облик хипервентилације) |

## Патофизиологија
Организму је за одржавање његових нормалних функција неопходан кисеоник. Након удаха, кисеоник улази у плућа где се везује за хемоглобин (протеинску супстанцу у крви која везује кисеоник из плућа). Хемоглобин као саставни део крви потом разноси кисеоник по телу у коме се он ослобађа, за потребе ћелија у ткивима. Ћелије користе кисеоник у својим метаболичким реакцијама, стварајући притом угљен-диоксид као нуспроизвод, који потом отпуштају у крв. Хемоглобин у крви везује настали угљен-диоксид из ткива, и враћа га до плућа у којима се актом издисања избацује из организма.
Ефикасна контрола енергетских реакција у телу зависи од одржавања специфичне равнотеже између кисеоника и угљен-диоксида. Ова равнотежа се првенствено одржава кроз одговарајућу брзину и дубину дисања. Очигледно је да ће удисање превише ваздуха довести до повишења нивоа кисеоника (само у крви) и снижавања нивоа угљен-диоксида. Количину угљен-диоксида, који се непрестано ствара у организму, а затим преко плућних алвеола процесом вентилације одстрањује из организма, у релативно сталној концентрацији, одређују два фактора;
- Величина излучивања угљен-диоксида из крви у алвеоле, која зависи од његове концентрације у крви
- Величина одстрањивања угљен-диоксида из алвеола помоћу алвеоларне вентилације, која је након смањења његове концентрације у крви праћена увећаном вентилацијом.

Према томе концентрацију угљен-диоксида и његов парцијални притисак у алвеолама одређује интензитет излучивања и величина алвеоларне вентилације. Просечна учесталост (брзина) дисања у стању мировања је обично око 10-14 удисаја у минути, и значајно се увећава у хипервентилацији.
Хипервентилација се дефинише као брзина и дубина дисања које превазилазе телесне потребе у одређеном тренутку. Природно, ако се и потреба за кисеоником и производња угљен-диоксида повећавају (као за време физичког вежбања), и брзина и дубина дисања треба да се у одговарајућој мери повећају и обрнуто, ако се потреба за кисеоником и производња угљен-диоксида смање (као током опуштања) и дисање треба да се у одговарајућој мери смањи.
Док се већина телесних механизама контролише „аутономно“ (мимо наше воље) хемијским и физичким средствима, дисање има додатно својство да се може и вољно контролисати
„...нама је сасвим лако да задржимо дах (док пливамо под водом) или да убрзамо дисање (када надувавамо балон). Због тога, бројни „неаутономни“ чиниоци, као што су емоције, стрес или навика, могу довести до убрзавања и продубљивања дисања. Ови фактори могу бити од посебног значаја за људе који пате од паничних напада јер изазивају тенденцију да пребрзо и предубоко дишу.“
И поред чињеница да је кисеоник одлучујући фактор у процесу дисања, организам заправо за његову регулацију користи угљен-диоксид као неопходан „стимуланс“. Мада (према досадашњим истраживањима) угљен-диоксид има слабо директно стимулишуће дејство на неуроне хемосензитивних подручја, он поседује јак индиректан учинак преко јона водоника. Угљен-диоксид реагује са водом у ткивима и ствара угљену киселину, која дисоцира на јоне водоника (који имају снажан стимулишући утицај на дисајни центар) и бикарбонатне јоне (реакција је приказано у доњој једначини).
{\displaystyle \mathrm {CO_{2}+\ H_{2}O\leftrightharpoons H_{2}CO_{3}\leftrightharpoons H^{+}+\ HCO_{3}^{-}} }
Вишак угљен-диоксида или водоникових јона утиче на дисање углавном директним надражајем центра за дисање изазивајући снажно увећање инспирацијских и експирацијских сигнала за дисајне мишиће. Тако изазвано повећање вентилације има за последицу описане реакције – смањује се количина угљен-диоксида (а тиме и водоникових јона и угљене киселине) у крви и повећава алкалност крви, што је узрок одговоран за већину физичких промена које се догађају за време хипервентилације.
Најважнији механизам поремећаја изазван хипервентилацијом је стезање и сужавање одређених крвних судова у телу, што има за последицу смањену количина крви која стиже у мозак. Сужавање крвних судова не утиче само на смањен проток крви већ утиче и на функцију хемоглобина који повећава везивање за кисеоник. Зато не само да мање крви долази до одређених делова тела, већ је и мање вероватно да ће кисеоник ношен овом крвљу бити ослобођен у ткиву. Тако настаје парадокс, да прекомерно дисање које подразумева преузимање веће количине кисеоника, истовремено има за последицу мањи прилив кисеоника у одређене делове мозга и тела. 

### Хипервентилацијски синдром
Поред акутне пролазне, краткотрајне хипервентилације, постоји и тзв. хипервентилацијски синдромкао посебан ентитет овог поремећаја који настаје у одређеним емоционалним стањима праћеним паничним „нападима“ који (поред других симптома) изазивају и пребрзо и предубоко дисање. Хипервентилација у овим стањима има за циљ снижавање концентрације угљен-диоксида у крви што за собом повлачи одређену симптоматологију хипервентилацијског синдрома који могу бити; 
Централни
Неки симптоми су резултат незнатног недостатка кисеоника у одређеним деловима мозга (укључујући: вртоглавицу, бунцање, збуњеност, нестајање даха, замућење вида, некритичност). Централне симптоме у хипервентилацији карактеришу три различите фазе у биоелектричној активности мозга (регистровано ЕЕГ):
- Десинхронизација ритма
- Активирање алфа ритма
- Хиперсинхронизација (у ЕЕГ доминира тета и делта активност).

Периферни
Неки симптоми су резултат слабог недостатка кисеоника у одређеним деловима тела (укључујући: повећање срчаних откуцаја због потребе пумпања додатне крви, мртвило и трњење екстремитета, хладне и влажне руке, и некад укоченост мишића.

## Клиничка слика
Клиничку слику карактерише следећа група симптома: 
- вртоглавица
- сумаглица, замагљен вид
- доживљај збуњености,
- недостатак ваздуха,
- убрзан рад срца,
- утрнулост и неосетљивост на додир у рукама и ногама,
- знојење дланова и укоченост мишића.

Како хипервентилација представља физички напор, особа у хипервентилацији често осећа топлоту у телу, поцрвени, презнојава се уморна је или исцрпљена.
Због израженије употребе грудних мишића током хипервентилације јавља се напетост у грудним мишићима, све до симптома стезања и болова у грудима.
Ако се превише брзо или превише дубоко дисање настави, долази до друге фазе хипервентилације, која се испољава следећим симптомима: 
- израженијом вртоглавицом, често праћеном мучнином,
- немогућношћу да се слободно дише, са јаким стезањем или оштрим болом у грудима,
- краткотрајном одузетошћу мишића у различитим деловима тела,
- изненадним губитком свести (ретко),
- интензивнијим осећањем страха.

Хипервентилација је нарочито опасна код спортских и професионалних ронилаца који ово стање изазивају намерно, продубљеним дисањем. Код њих се због смањења угљен-диоксида у крви ствара осећај веће сигурности под водом, јер због слабе концентрације тог гаса у крви не осећају потребу за дисањем свежег ваздуха, или то осете сувише касно.
...„Битну ствар коју треба да наведемо у вези са хипервентилацијом је та да њено присуство није увек видљиво. У многим случајевима хипервентилација може да буде суптилна. То се нарочито показује као тачно када појединац лагано убрзава дисање у дугом временском периоду. У том случају може да се примети смањење угљен-диоксида, али због компензационих процеса у телу долази до релативно мале промене у алкалности. Тако, симптома убрзаног дисања неће бити. У сваком случају, због ниског нивоа угљен-диоксида тело губи могућност да се избори са променом угљен-диоксида, па и мала промена у дисању, на пример кроз зевање, може да буде довољна да изненада дође до симптома. У то могу да спадају многе врсте паничних напада који се дешавају често у сну, и то је један од разлога зашто пацијент каже да не осећа као да »хипервентилира«.“

## Дијагноза
Анамнеза
У анамнестичким подацима, историје болести, може доминирати описи соматских (органски) и психолошких поремећаја. Чешће су присутнији анамнестички подаци о јаким емоционалним доживљајима (страху, паници итд.) и депресивном расположењу. 
Физички преглед
- Прегледом, грудног коша уочава се убрзано дисање (тахипнеја у акутном нападу), али не и цијаноза видљивих слузокожа и коже.
- Тетива рефлекси могу бити веома живахни, а мишићи на перкусију могу да се интензивно контрахују (грче).
- Квостеков и Трусоов знак су позитивни, као и карпопедални спазам,
- Слузокожа уста је прошарана, пацијент показује знаке грознице (подрхтавања), удови су хладни
- Убрзан рад срца (тахикардија),
- Позитивна вегетативни знаци (дермографизам),

Лабораторијске тестови
- Гасне анализе артеријске крви, показују присутво респираторне алкалозе и значајно смањење парцијалног притиска угљен-диоксида (pCO2).
- Теста хипервентилација, је позитиван. Јављају се симптоми као што су пецкање у удовима, грчеви, вртоглавица, замагљен вид, осећај отежаног дисања, лупање срца и анксиозност. Примена хипервентилационог теста је контраиндикована код пацијената са цереброваскуларним и срчаним обољења и бронхијалном астмом, јер може да изазове спонтани напад астматичног гушења.

| Параметар     | Нормално дисање | Хипервентилација                  |
| ------------- | --------------- | --------------------------------- |
| Фреквенција   | 10-16/минути    | 20-40/минути                      |
| Ритам         | Уједначен       | Изражено убрзано (у нападима)     |
| Дубина        | Уједначена      | Плитко                            |
| Чујност       | Тихо            | Чујно (дахтање)                   |
| Гасне анализе | Нормалне        | Респираторна алкалоза Снижен pCO2 |

## Диференцијална дијагноза
Већ историја болести може да укаже или искључи соматске узроке хипервентилација, као што су болести плућа. У диференцијалној дијагнози се најчешће разматрају следеће болести или поремећаји који у својој симптоматологији имају манифестне облике тетаније;
- енцефалитис или тумори мозга (директна стимулација респираторног центра),
- поремећаји метаболизма калцијума и магнезијума,
- хиперкалијемија,
- хиперпаратиреоидизам (на пример струма),
- инфективне болести (тетанус) или интоксикације.

Диференцијално дијагностички долази у обзир и функционални кардиоваскуларни синдром конверзиона неуроза, и одређени анксиозни поремећаји, у којима је након недавне студије – доказано да се синдром хипервентилације у њима не може подвести под панични поремећај.  

## Лечење
- У току акутног напада хипервентилације смиривањем и охрабривањем пацијента прву помоћ би требало да му пруже чланови његове породице.
- Применом медоде удисања ваздуха из пластичне или папирне кесе, које се поставља испод носа и устију пацијента, тегобе могу врло брзо престати због повећања угљен-диоксида у артеријској крви.
- У пракси се примењује интравенска инјекције 10% раствора калцијума у количини од 10 милилитара (плацебо ефекат).[10]
- Примена седатива (бензодиазепина) најчешће није оправдана.
- Пацијенти са хроничним хипервентилационим синдрома, као и они са акутним нападом, морају бити обучени за брзо реаговање применом краћих прекида уобичајеног дисања.
- Психотерапијске методе се примењују код особа код којих физички или психичко симптоми и даље трају. Психотерапијске мере су од значаја у хроничном хипервентилацијском синдрому.  Њихов циљ је да пацијента едукују да буде у стању да препозна ситуацију која може да утиче на појаву хипервентилација. Поред тога, примене технике релаксације (аутогени тренинг, прогресивна мишићна релаксација, хипноза или јога), или бихевиоралне технике такође може бити од великог значаја у лечењу хипервентилација синдром. Ове методе не само да смањује страх, већ и смањују учесталост тегоба[10].
- Примена физиотерапеутских метода такође има свој значај јер пацијенте обучава за дијафрагмално дисања, како у нападу тако и у нормалном животу.  Вежбе дисања треба примењивати два пута дневно по 20 минута. У свакодневном животу пацијенти морају примењивати дијафрагмално дисање.
- Психотропни лекова су индиковани само код пацијената са тешким облицима анксиозности и депресије, нпр антидепресиви (Имипрамин, Пароксетин). Ови лекови се морају примењивати довољно дуго и у оптималним дозама (на пример, лечење трицикличним антидепресивима у дози од 100 до 150 мг дневно треба да траје најмање два месеца). Бензодиазепини због кратког трајања дејства и њиховог високог потенцијала примењују се само у тешким нападима.
- Примена кардиоселективних бета-блокатора је оправдана када у клиничкој слици преовладавају срчани симптоми (као што су тахикардија, палпитације).[10]

## Прогноза
- У акутном хипервентилационом синдрому, прогноза је повољна, ако се не погорша „органска болест“ (као хипопаратироидизам или коронарна болест срца).
- Код хроничног хипервентилацијског синдрома упркос примени различитих мера лечења само у око 60 одсто пацијената долази до побољшања.[10]